# Taye Taiwo
Taye Ismaila Taiwo, född 16 april 1985 i Lagos, Nigeria, är en nigeriansk tidigare fotbollsspelare (vänsterback). Han har även representerat Nigerias landslag.

## Klubbkarriär

### AC Milan
Under maj 2011 gick Taiwo till den italienska klubben AC Milan. Den 18 augusti skrev Taiwo på för den turkiska fotbollsklubben Bursaspor för 3,5 år.

### AFC Eskilstuna
I augusti 2017 värvades Taiwo av AFC Eskilstuna, där han skrev på ett kontrakt säsongen ut. Han spelade nio matcher för klubben i Allsvenskan 2017.

### RoPS
I mars 2018 värvades Taiwo av finska RoPS, där han skrev på ett ettårskontrakt. I oktober 2018 förlängde Taiwo sitt kontrakt med ett år.
Under Taiwos sista år spelade han i lägre divisioner i Cypern, USA och Finland.